# Die Misandristinnen
Die Misandristinnen (internationaler Titel: The Misandrists) ist ein deutsches Filmdrama aus dem Jahr 2017 unter Regie von Bruce LaBruce, der auch für das Drehbuch verantwortlich war, über die fiktive Terrorzelle Female Libertin Army, die für die Abschaffung des Patriarchats kämpft. 

## Handlung
Irgendwo auf einem Landgut in Deutschland, getarnt als katholische Mädchenschule, sammelt Big Mother, die Leiterin der Terroristinnen-Zelle Female Liberation Army, acht junge schwer erziehbare Mädchen, um sie gemeinsam mit vier weiteren Erzieherinnen für den Umsturz des Patriarchats und die Errichtung einer weiblichen Weltordnung auszubilden. Um den geplanten Umsturz zu finanzieren, drehen die Mädchen feministische Pornofilme. Als zwei der Mädchen den verletzten Soldaten Volker im Wald finden und ihn im Keller des Hauses verstecken, müssen sie dies um jeden Preis vor der männerhassenden Big Mother geheim halten.

## Hintergrund
Die Misandristinnen ist eine Produktion von Jürgen Brüning Filmproduktion und Amard Bird Films in Koproduktion mit Raspberry & Cream. Gedreht wurde ab von Mitte bis Ende April 2016 in Berlin und Brandenburg. Die Produktion wurde mit 20.000 Euro vom Medienboard Berlin-Brandenburg gefördert. 
Seine Weltpremiere feierte der Film auf den Internationalen Filmfestspielen Berlin am 13. Februar 2017. Die Misandristinnen wird im Verleih der Edition Salzgeber geführt und lief Anfang November 2017 in den deutschen Kinos an. Mitte 2018 wurde er auf DVD veröffentlicht. Der Film steht in der englisch-deutsch-dänischen Originalfassung mit deutschen Untertiteln zur Verfügung.
Der Film wurde unter anderem auf dem Festival Internacional de Cine en Guadalajara, dem Internationalen Filmfestival Karlovy Vary, dem TLVFest in Tel Aviv, dem Festival do Rio, dem Pornfilmfestival Berlin und dem Merlinka Festival in Belgrad präsentiert.

## Rezeption
Lukas Foerster schreibt in sissymag.de: „Und besonders schön ist der Film immer dann, wenn er die Handlung ganz unter den Tisch fallen lässt und sich seinen bizarren Einfällen hingibt. Dann stehen die Revoluzzerinnen plötzlich zwischen polymorph-perversen Wandmalereien herum oder eine Nonne vollführt im Klostergarten einen Solotanz. Vielleicht die beste Szene des Films ist eine Kissenschlacht in Zeitlupe. Enthemmt lachende Frauen zwischen schwerelos durch die Luft gleitenden Daunenfedern – für einen Moment ist da das feministische Paradies bereits realisiert.“
Björn Schneider schreibt, dass der Regisseure seine Inhalte mit Nachdruck vermittle, auch wenn er dabei übertreibe und überspitze und sich drastischer Szenen bediene, so zeige er im Film Szenen aus einem Hardcore-Schwulen-Pornofilm. Er schreibt auch, dass der Film „von derart schrillen, radikalen (Frauen-)Figuren bevölkert […] [werde], wie man sie in dieser Form auf der Leinwand selten“ sehe.
Das Lexikon des internationalen Films vergab zwei von fünf Sternen und kam zu dem Fazit: „Verqueres Potpourri aus Porno, Splatter und Reverenzen an einschlägige Vorbilder, das zu beliebig zwischen Satire und Sympathiebekundungen für Feminismus und linkes Denken changiert. Ein programmatisch gescheitertes Experiment des kanadischen ‚Enfant terrible‘ Bruce LaBruce.“
Der Wertungsaggregator Rotten Tomatoes errechnete aus den Kritiken von 39 Kritikern eine Weiterempfehlungsrate von 72 Prozent und eine Durchschnittsbewertung von 5,39 von 10. Auf Metacritic erreichte Die Misandristinnen eine Bewertung der Kritiker von 56 von 100 Punkten.

## Auszeichnungen, Teilnahmen (Auswahl)
- Internationale Filmfestspiele Berlin 2017[8]
- Nominierung für den Teddy-Award für Bruce LaBruce
- Nominierung für den Grand Prize als Bester Spielfilm für Bruce LaBruce